# 白露里治奧古城

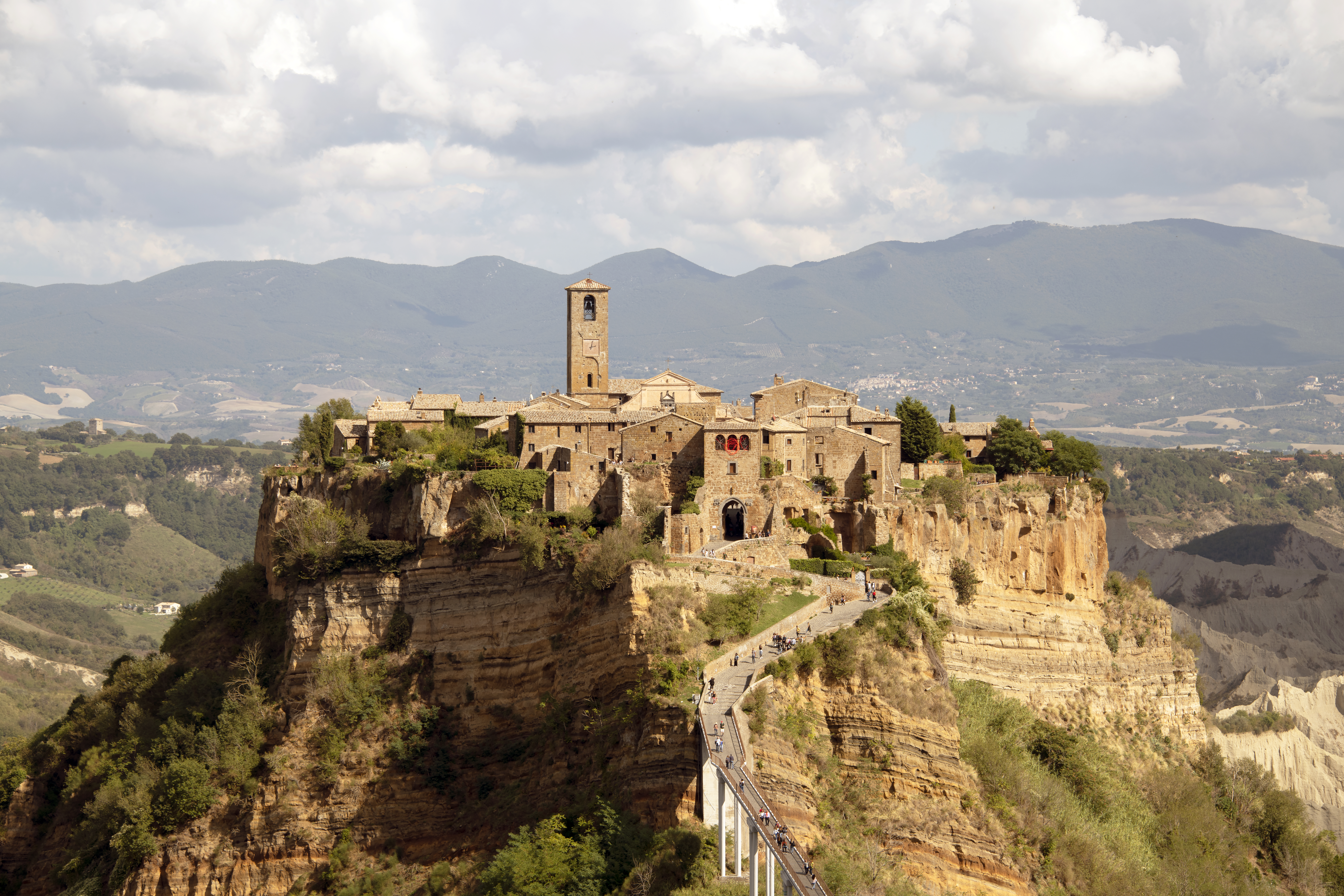
巴尼奧雷焦舊城外觀

巴尼奧雷焦舊城（義大利語：Civita di Bagnoregio），又譯白露里治奧舊城，是位於意大利拉齊奧大區維泰博省的一個山頂小城，屬於巴尼奥雷焦市鎮的郊區，在其東側約1公里處。它在羅馬北側約120公里。
白露里治奧舊城的歷史可以追溯至2500年之前，是一座由伊特魯里亞人創建的村莊。该城孤立於山顶，与外界隔绝，日本動畫大師宮崎駿的《天空之城》原型亦來自這裡，故又稱作「天空之城」。白露里治奧舊城位於一座孤山之上，地勢十分險峻，因長期受到風力、雨水、河流的侵蝕，所在的山峰不斷出現土石崩落的情況，建築面臨倒塌危險，因此被稱為「垂死之城」。但其相對隔離的環境也使其免於戰爭破壞。現在白露里治奧舊城因旅遊業而得到發展。

## 相本

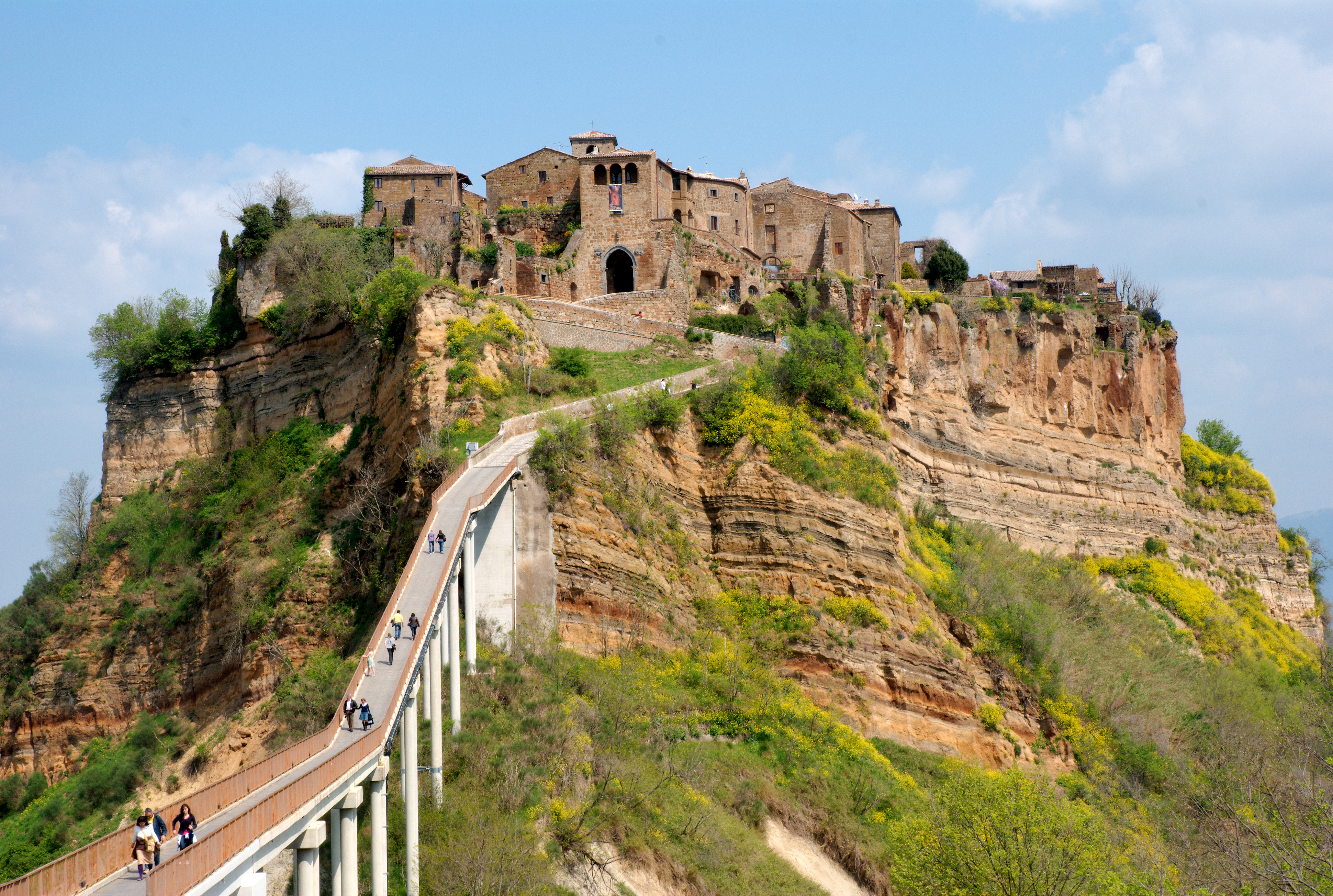
巴尼奧雷焦舊城外觀
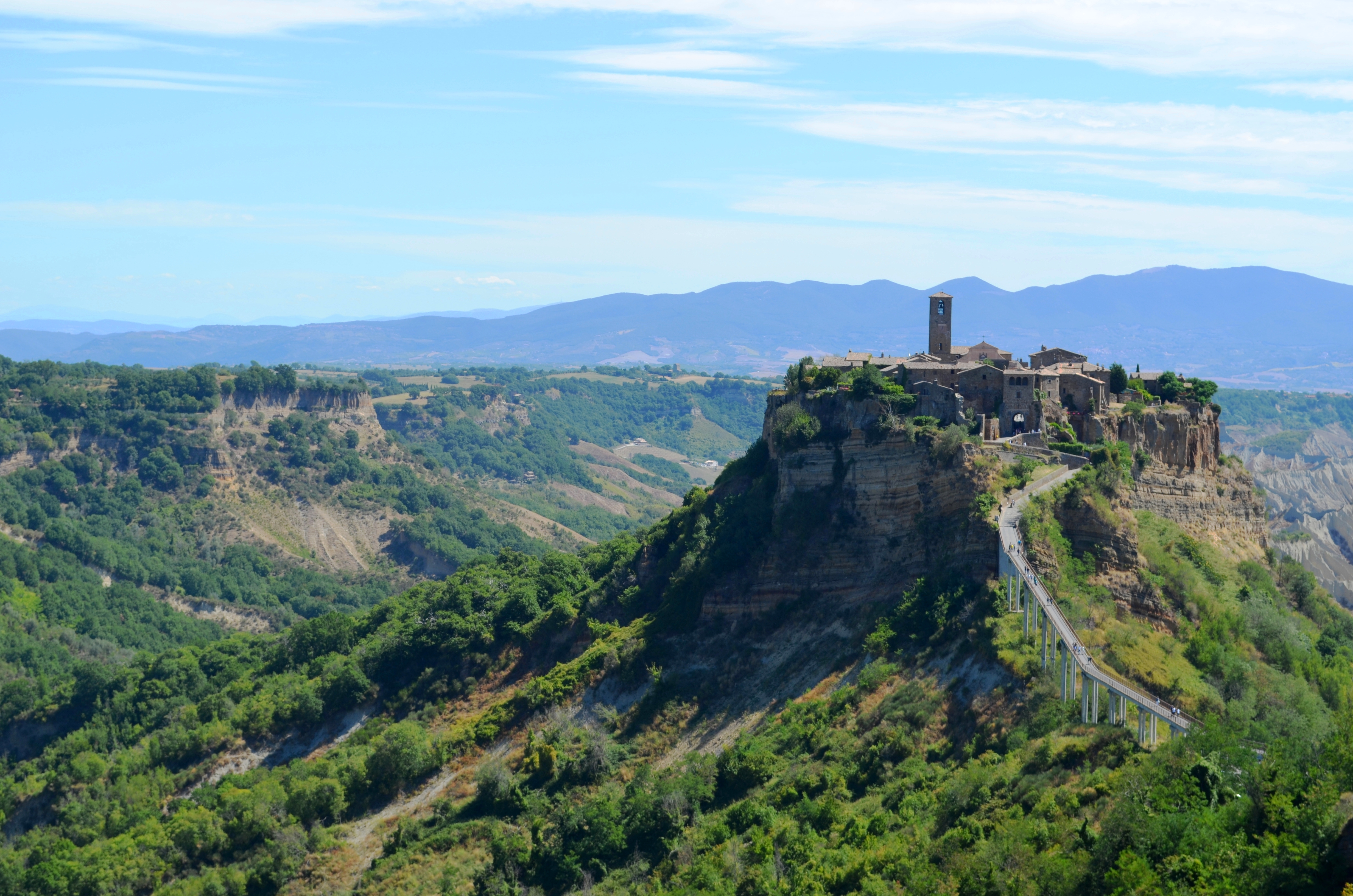
巴尼奧雷焦舊城
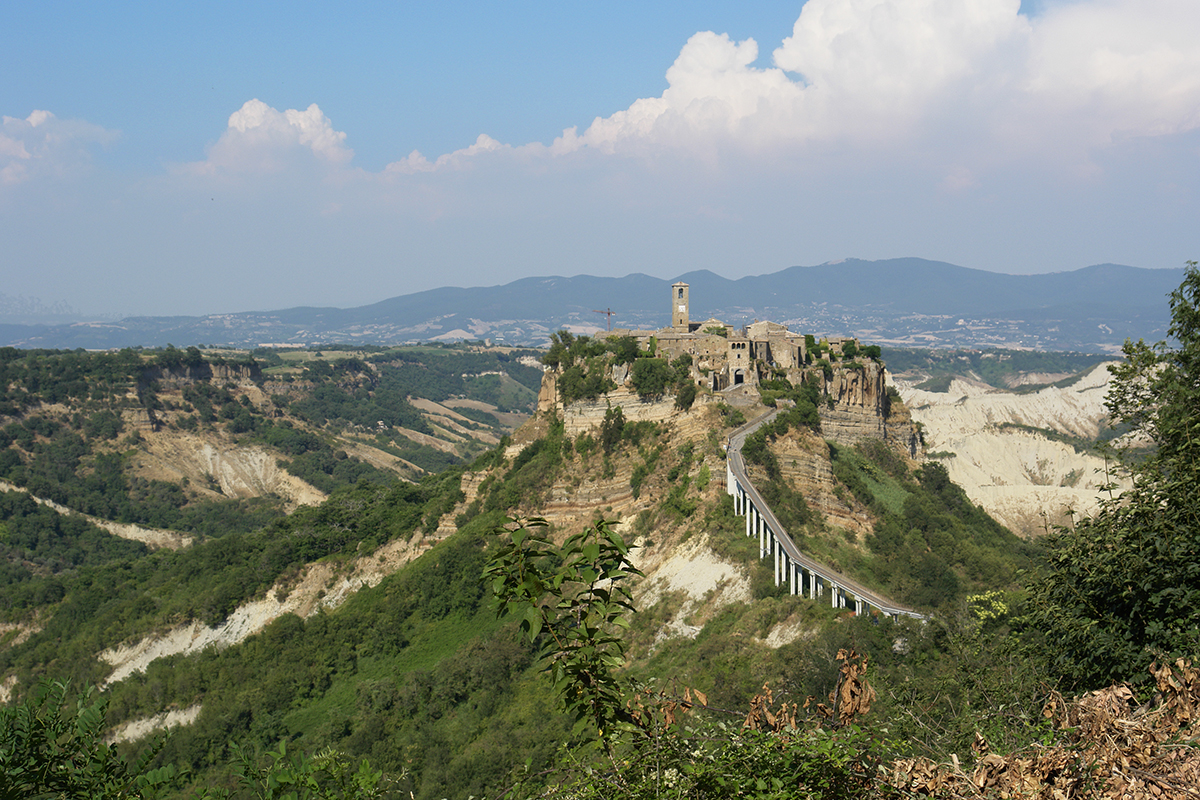
巴尼奧雷焦舊城
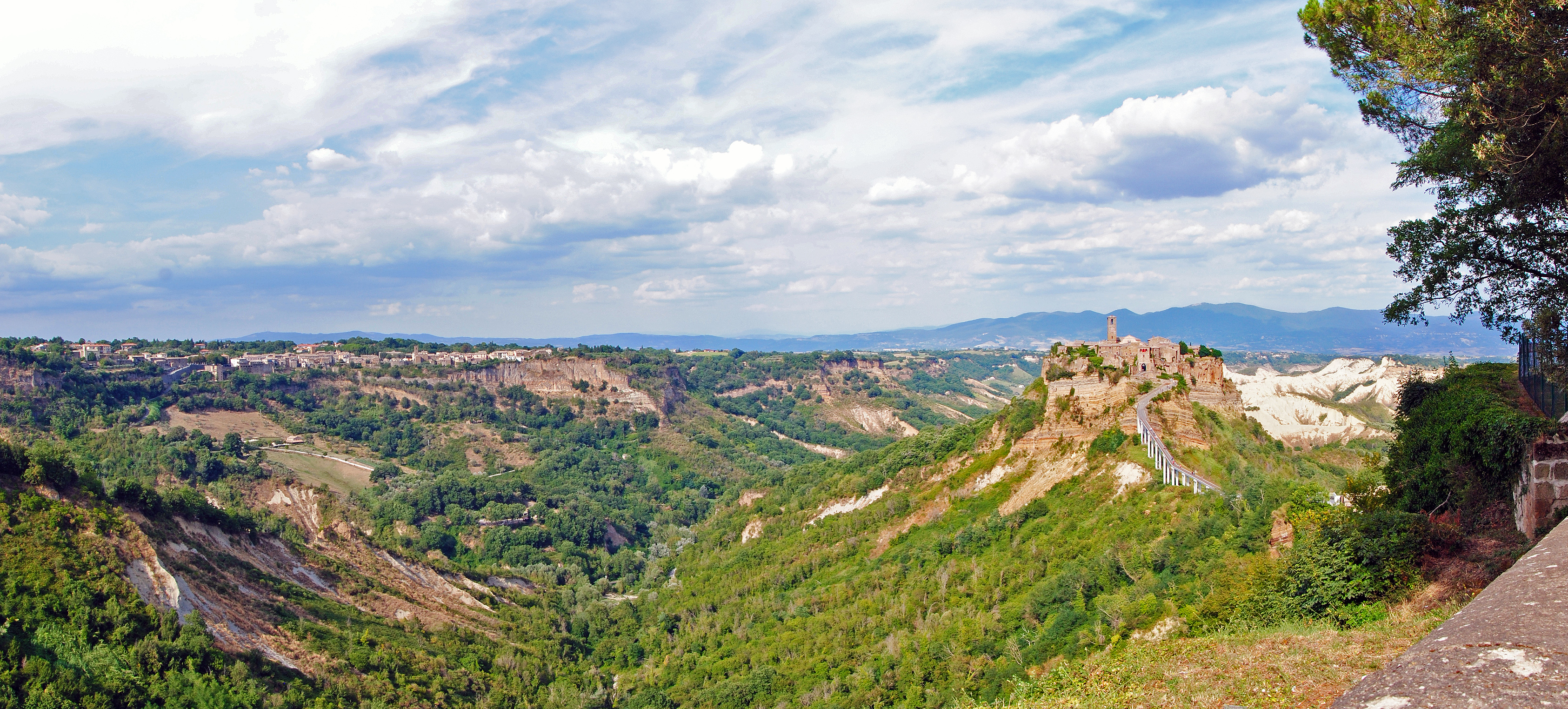
遠眺巴尼奧雷焦舊城
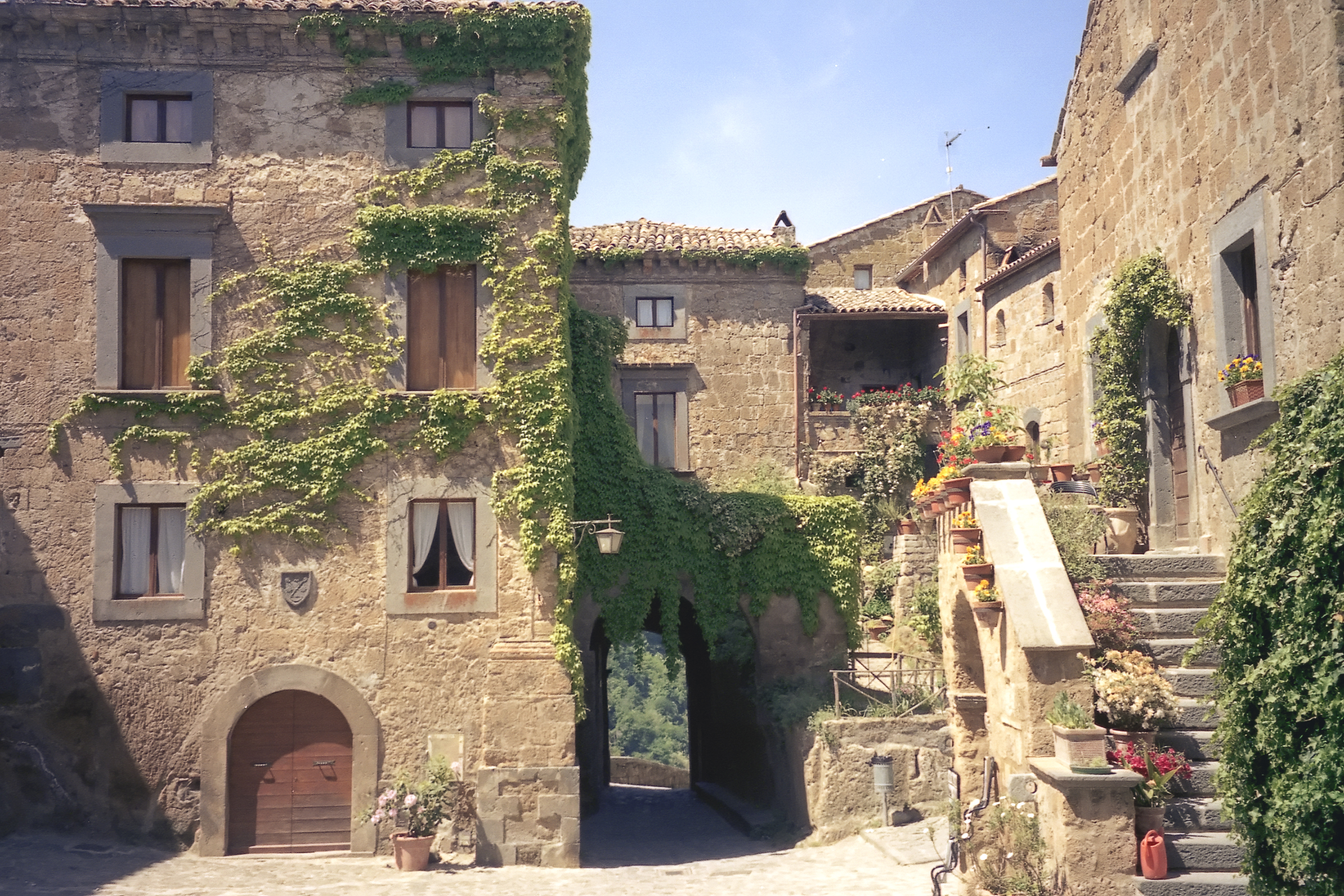
城內一景
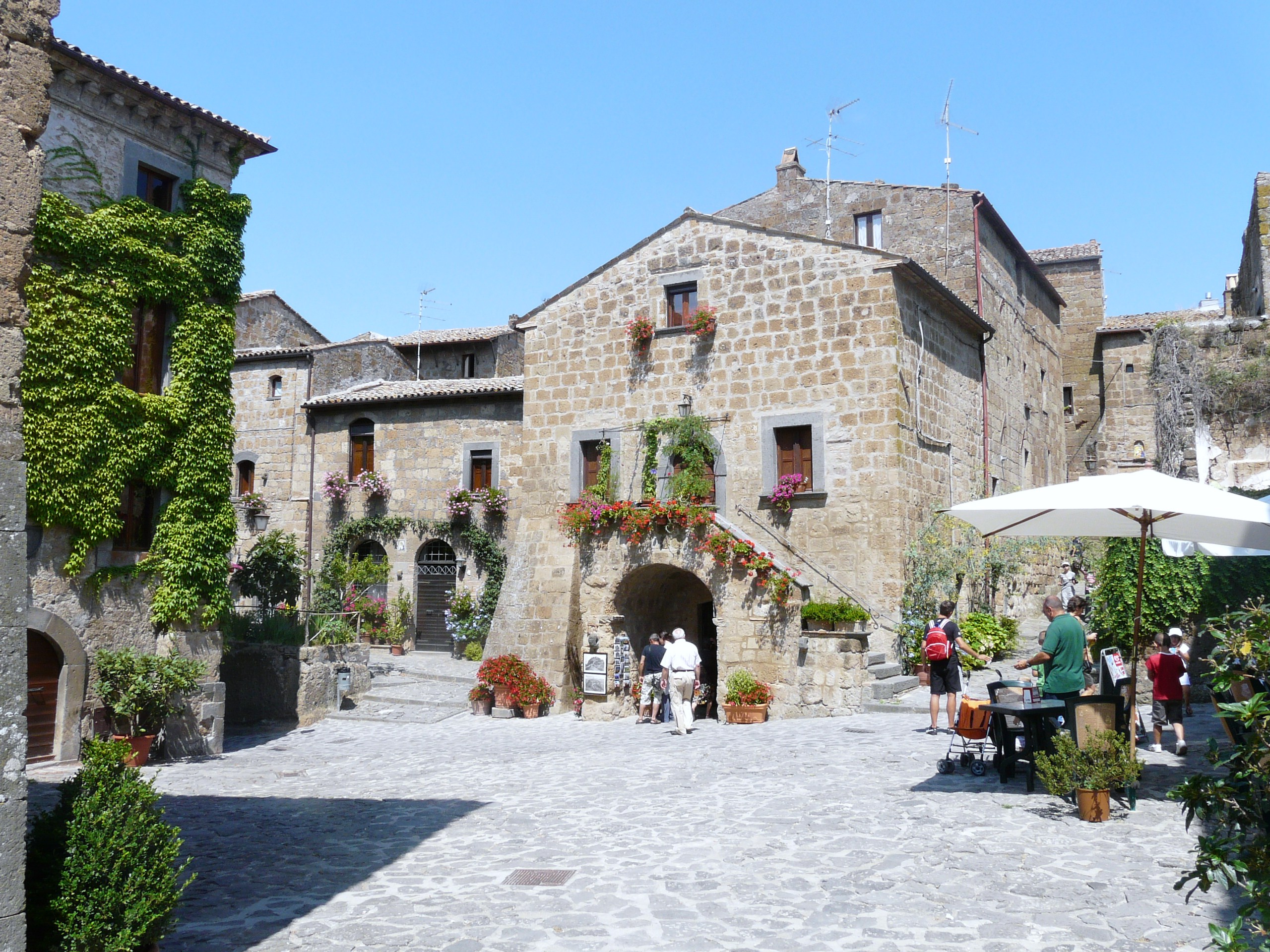
城內一景
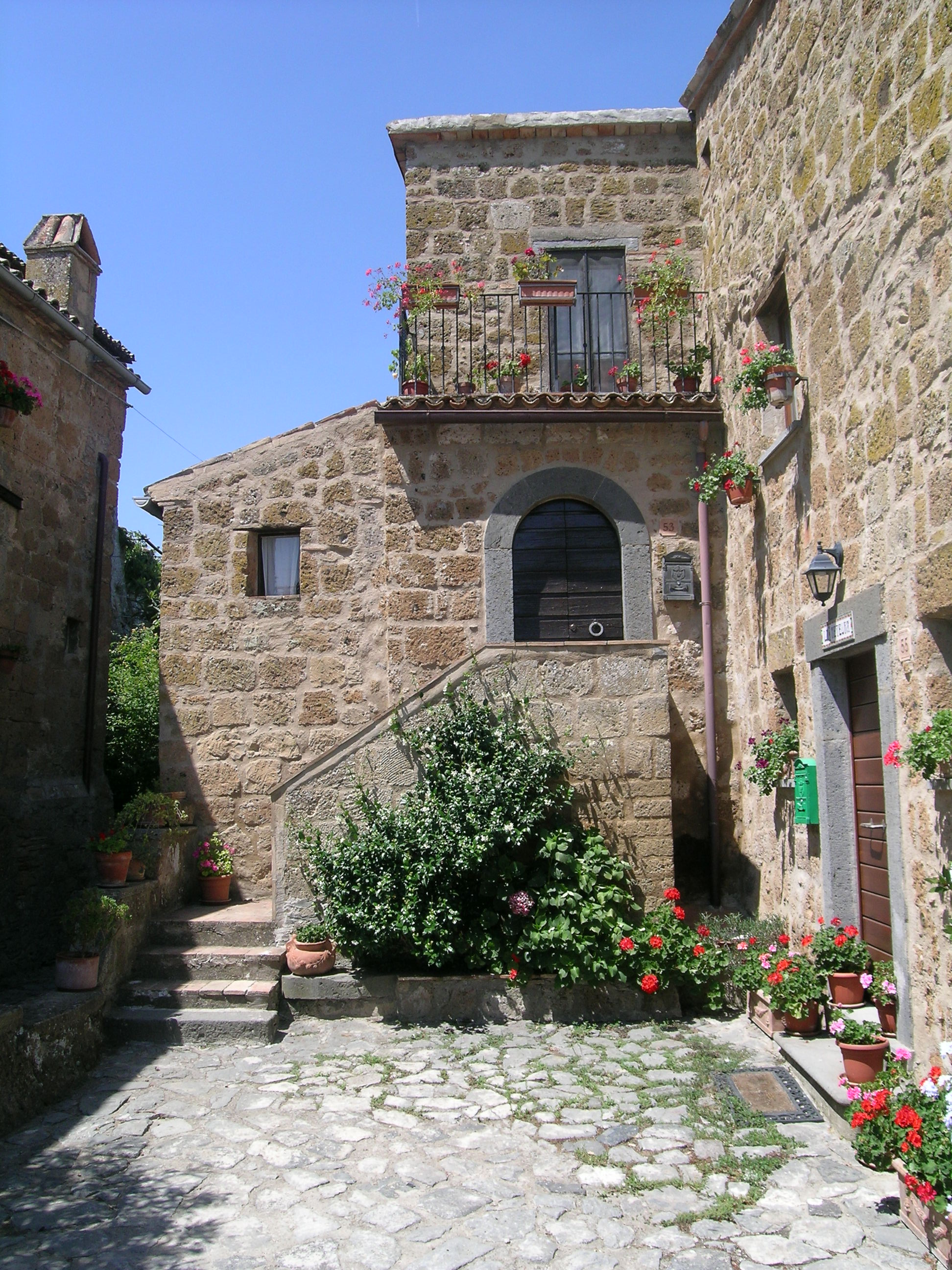
城內一景
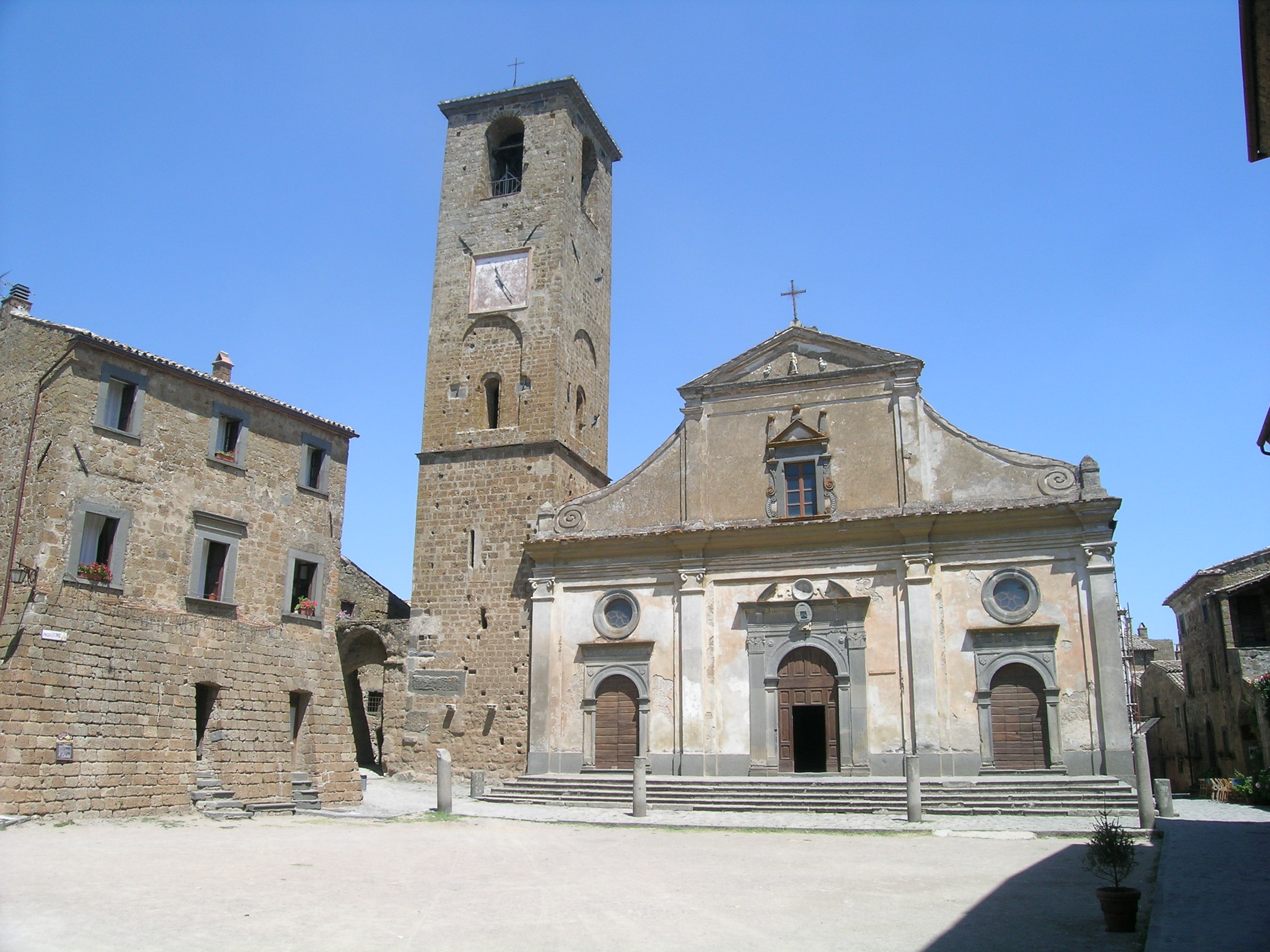
舊城內的聖多納托（San Donato）教堂
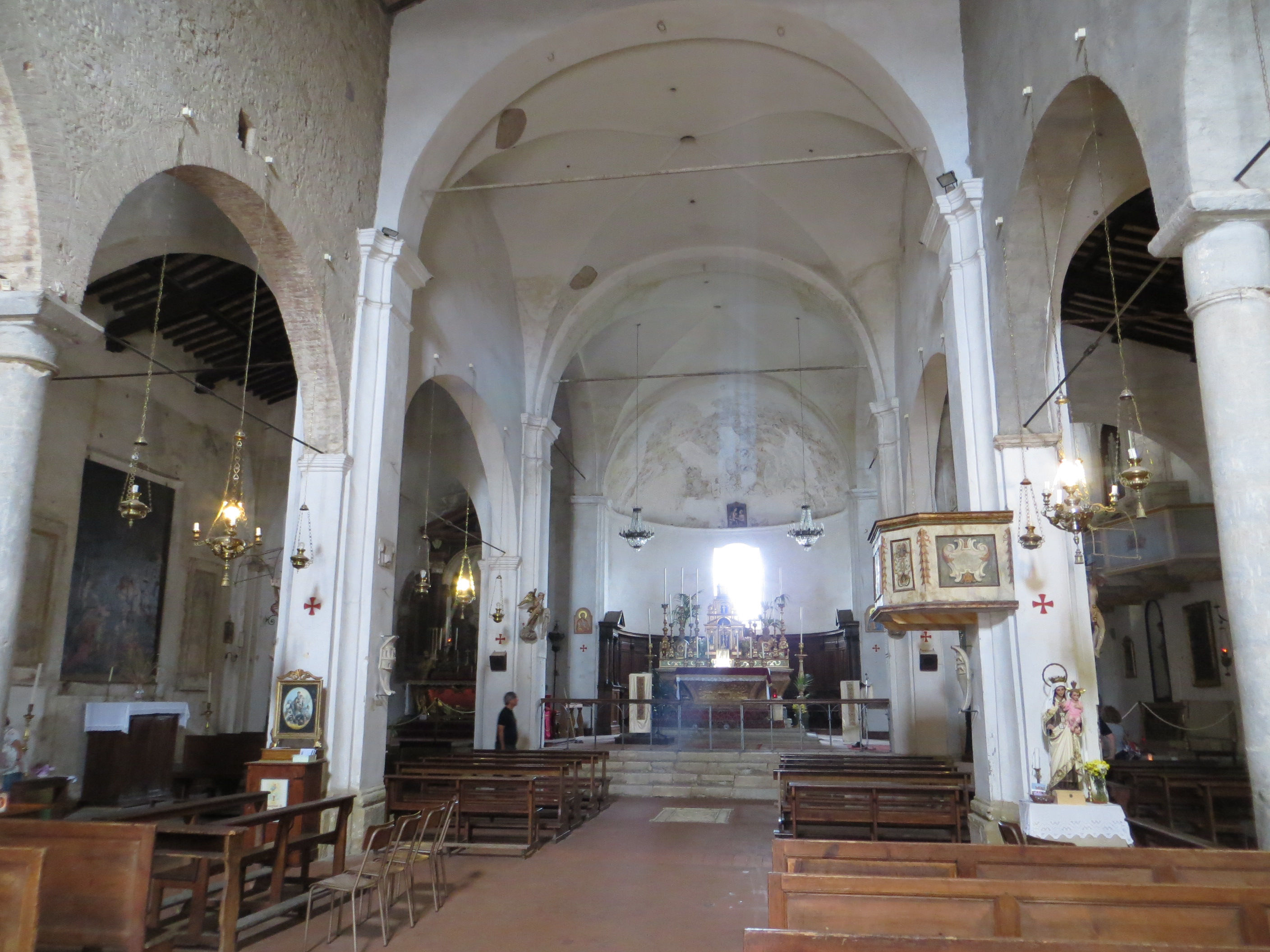
聖多納托（San Donato）教堂內景
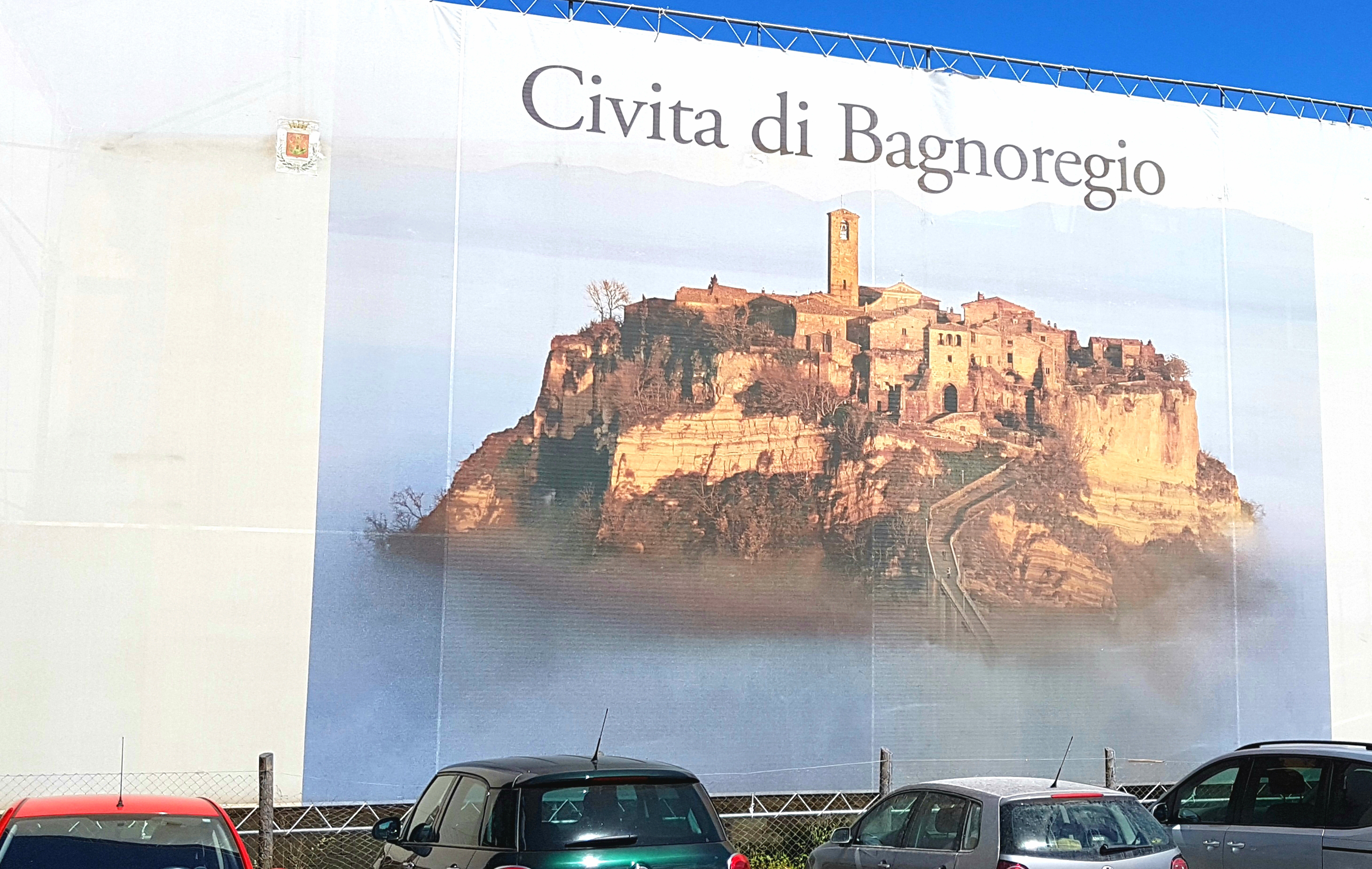
旅遊停車場的廣告